# Chaguaceda
Chaguaceda es un despoblado español situado en el término municipal de Robleda-Cervantes, en la provincia de Zamora, comunidad autónoma de Castilla y León.

## Toponimia
Chaguaceda proviene del pre-latino idioma íbero txa-guatze-eta que significa "casa de las camas".

## Historia
En el libro Pueblos Fantasma de Zamora, de Jairo Prieto Fernández, se habla de algunas de las circunstancias de la historia de Chaguaceda hasta su abandono definitivo. Parece que el pueblo fue bastante transitado y cobraba tributos por el paso de ganado y mercancías tal y como lo mencionan archivos en los que el pueblo es mencionado. En 1140 Pedro Citaro, obispo de Astorga, entrega el pueblo, entonces llamado San Esteban, a una orden religiosa. En 1212 el Monasterio de San Martín de Castañeda hereda las iglesias de San Esteban de Chaguaceda y San Salvador de Barrolino. Entre 1809 y 1813 queda deshabitado y así lo describe Madoz en su diccionario. Algunos habitantes de pueblos cercanos aún recuerdan su existencia habitada y estuvieron allí. Queda prácticamente deshabitado por fin en 1955. En los años ochenta el pueblo fue habitado por hippies que dejaron restos de su paso por el pueblo como objetos y muchos dibujos y pinturas en las paredes de algunos edificios. En uno se puede leer "Este es mi hogar, frío pero sin mentiras. Eddi, año de 1989".  
Hay algunas leyendas sobre el abandono del pueblo. Una dice que sus vecinos eran egoístas y que por esto fue maldecido por castigo divino, asolando una peste el lugar y diezmando su población. Las pocas personas que sobrevivieron se fueron de allí llevándose todas las imágenes de la iglesia con la excepción de San Pelayo, a quien achacaron la desgracia. Se cree que los habitantes se refugiaron en pueblos de los alrededores como San Juan de la Cuesta y Cervantes, y que allí solo quedó uno llamado "Chambón", un hojalatero. Se dice que cuando llegó al pueblo de uno de sus viajes y lo vio abandonado se sorprendió. Oyó unas voces y fue a la iglesia, donde San Pelayo le contó que el diablo había hecho que los habitantes le abandonaran haciéndoles creer que los males fueron culpa suya. Chambón y Pelayo vivieron juntos y dejaron abierta la puerta de la iglesia para no desairar a los pregrinos que pasaran por el pueblo. Según se dice se dedicaron a recorer la comarca juntos después ayudando a personas en su camino.